# Settat (provins)
Settat (arabiska: إقليم سطات) är en provins i Marocko.  Den ligger i regionen Casablanca-Settat, före reformen 2015 i regionen Chaouia-Ouardigha, 120 km sydväst om huvudstaden Rabat. Antalet invånare var vid folkräkningen 2014 totalt 634 184, varav 217 634 i städer och 416 550 på landsbygden. Arean är 975 kvadratkilometer.
Provinsen är indelad i fem stadskommuner och tre landsbygdsdistrikt (cercle). Stadskommunerna är Ben Ahmed, El Borouj, Loulad, Oulad M'Rah och Settat. Landsbygdsdistrikten, som har namn efter sin huvudort som dock inte ingår i distriktet, indelas i sin tur in i ett antal landsbygdskommuner. Dessa distrikt är Ben Ahmed (16 kommuner),  El Borouj (11 kommuner) och Settat (14 kommuner).